# Semur-en-Auxois
Semur-en-Auxois (francosko: [səmyʁ ɑ̃.n‿o(k)swa]) je občina v departmaju Côte-d'Or v vzhodni Franciji. V Semur-en-Auxoisu so se rodili politik François Patriat, inženirja Edmé Régnier L'Aîné (1751–1825) in Émile Dorand (1866–1922) ter enciklopedist Philippe Guéneau de Montbeillard (1720–1785), vojaški inženir Vauban (1633–1707) pa se je izobraževal na karmeličanskem kolidžu.
Semur-en-Auxois ima srednjeveško jedro, zgrajeno na rožnati granitni pečini, ki jo več kot napol obdaja reka Armançon. Reka je nekoč zagotavljala pogonsko moč za usnjarne in mline, vendar njen pretok zdaj nekoliko zmanjšuje jezero Lac de Pont. Jez je bil zgrajen gorvodno v 19. stoletju, da bi zagotavljal vodo za Burgundski kanal.

## Zgodovina
Leta 606 v ustanovni listini opatije Flavigny-sur-Ozerain najdemo prvo pisno omembo Semurja, takrat imenovanega sene muro (staro obzidje), kar poudarja obrambni in rodovni značaj območja.

### Srednji vek
V zgodnjem srednjem veku je bilo jedro primitivnih naselij zbrano okoli meandra reke Armançon. V 11. stoletju je Semur postal glavno mesto grofije Auxois, ki je bila vključena v vojvodino Burgundijo.
Skozi stoletja je Semur rasel. Leta 1276 je postal občina in je ob ustanovitvi vojvodstva Auxois prejel občinsko listino, ki jo je podelil vojvoda Burgundije Robert II. To vojvodino, eno od šestih, ki so sestavljale vojvodino Burgundijo, se je raztezalo od Nuitsa (sever) do Sainte-Sabine (jug) in od Avallona (zahod) do Flavigny-sur-Ozeraina (vzhod).
Mesto je doseglo svoj vrhunec sredi 14. stoletja, med stoletno vojno, ko se je vojvoda Filip Drzni odločil okrepiti naravno obrambo območja z obzidjem, obdanim s stolpi in trdnjavo, znano kot donjon, ki stoji med okrožjem Château in mestom, ki se je razvilo okoli priorata Notre-Dame.
Versko življenje je bilo intenzivno, z dvema župnijama in samostanskimi ustanovami, ki so sčasoma še naprej rasle. Kar zadeva gospodarsko življenje, ga zaznamuje sedem sejmov: sejem gradu Saint-Vincent (22. januar), sejem Notre-Dame v marcu (25. marec), sejem Quasimodo (prva nedelja po veliki noči, med 29. marcem in 2. majem), sejem Trojice (med 17. majem in 20. junijem), sejem gradu Saint-Éloi (25. junij), sejem Notre-Dame Vnebovzetja (15. avgust) in sejem gradu pred Saint-Andréjem (med 23. in 29. novembrom).
Med drugo svetovno vojno je bila Francija pod nemško okupacijo, so Nemci v Semur-en-Auxoisu aretirali mladega učitelja osnovne šole, medtem ko je poučeval, in ga odpeljali v Dijon. Tam so njega in še tri mlade učitelje 7. marca 1942 ustrelili.

### Semur-en-Auxois pod Ancien Régime
Semur, trdnjava regije Auxois, je bil zvest burgundskim vojvodam, celo do te mere, da je nasprotoval kraljevi oblasti. Za to stališče je plačal visoko ceno, ko so leta 1478 francoske čete Ludvika XI. napadle in zasedle mesto.
Semur-en-Auxois je kartiran v francoski različici dela La Cosmographie Universelle de tout le monde, ki sta ga leta 1575 v Parizu natisnila Nicolas Chesneau in Michel Sonnius. Načrt mesta spremlja besedilo Françoisa de Belleforesa..
Med verskimi vojnami je Semur-en-Auxois ostal zvest kralju. Do marca 1589 je bilo mesto v rokah ligašev. Takrat so rojalisti pod vodstvom Guillaumea de Saulxa, sina maršala de Tavannesa, oblegali mesto. Župan Blanot, zadolžen za obrambo mesta, se je hitro predal rojalističnim vojskam. Kar zadeva garnizijo trdnjave, ki ji je poveljeval stotnik Laplume, se je ta predala naslednji dan. Henrik IV. je z odlokom iz leta 1602 ukazal razgradnjo utrdb.
Mesto je izgubilo svojo obrambno vlogo in postalo glavno mesto bailiwika Auxois z vsemi pripadajočimi pravicami (predsedniška oblast, žitnica soli itd.).
Leta 1790 je postalo glavno mesto okrožja Semur, nato pa leta 1800 okrožja Semur. To je ostalo do leta 1926, ko je bila podprefektura prenesena v Montbard.
V skladu z odlokom konvencije z dne 25. leta Vendémiaire, II. leto, ki je občine z imeni, ki so vzbujala spomine na kraljestvo, fevdalizem ali vraževerje, pozvala, naj jih nadomestijo z drugimi imeni, je bilo mesto skrajšano na Semur.

### Sodobno obdobje
V 19. stoletju je Semur-en-Auxois, tako kot številne stavbe v Franciji, zlasti v Burgundiji, imel koristi od prenovitvenih del, ki jih je izvedel Eugène Viollet-le-Duc. Med letoma 1843 in 1855 so te obnove zajemale kolegijsko cerkev Notre-Dame (1843–1855) in obzidje (1843–1850).
Mesto je imelo od leta 1876 do 1953 potniško železniško postajo na progi od Maison-Dieu do Laumes-Alésia. Turistično železniško združenje Auxois (ACTA) od 13. aprila 2013 vsako soboto od junija do septembra ter ob nedeljah v juliju in avgustu na odseku Les Laumes–Époisses vozi star vagon X 4787, prebarvan v barve združenja. Zaradi iztirjenja tovornega vlaka leta 2013 je bil promet na celotnem odseku Les Laumes–Époisses prekinjen in to stanje ostaja nespremenjeno tudi v začetku leta 2018.

## Geografija
Kraj leži v Burgundiji ob okljuku reke Armançon, 70 km severozahodno od središča Dijona. Občino obdajajo vznožje Morvana, ravnice Châtillonnais in regija Autunois. Sosednja mesta so Lantilly, Courcelles-lès-Semur, Millery, Pont-et-Massène, Vic-de-Chassenay, Villars-et-Villenotte in Le Val-Larrey.
Leta 2020 je Météo-France objavil tipologijo podnebja metropolitanske Francije, v kateri je občina izpostavljena spremenjenemu oceanskemu podnebju in je v podnebni regiji Lorena, planota Langres, Morvan, za katero so značilne ostre zime (1,5 °C), zmerni vetrovi in pogoste megle jeseni in pozimi.

### Medobčinska oblast
Semur-en-Auxois je bil sedež majhne skupnosti občin Sinémurien, javne medobčinske sodelovalne ustanove (EPCI) z lastnim davčnim sistemom, ustanovljene leta 2002, na katero je občina prenesla številne svoje pristojnosti pod pogoji, določenimi v Splošnem zakoniku lokalnih oblasti.
V skladu z določbami zakona o novi teritorialni organizaciji republike z dne 7. avgusta 2015, ki določa, da morajo imeti javne medobčinske sodelovalne ustanove (EPCI) z lastnim davčnim sistemom najmanj 15.000 prebivalcev, se je ta medobčinska oblast združila s sosednjimi območji in 1. januarja 2017 ustanovila skupnost občin Terres d'Auxois, katere sedež je zdaj občina.

## Demografija
Razvoj prebivalstva je znan iz popisov prebivalstva, ki se v občini izvajajo od leta 1793. Za občine z manj kot 10.000 prebivalci se popisna raziskava, ki zajema celotno prebivalstvo, izvaja vsakih pet let, pri čemer se referenčno število prebivalcev za vmesna leta ocenjuje z interpolacijo ali ekstrapolacijo. Za občino je bil prvi celovit popis po novem sistemu izveden leta 2007.
Leta 2022 je imela občina 4027 prebivalcev. To predstavlja spremembo za -2,54 % v primerjavi z letom 2016 (Côte-d'Or: +0,82 %, Francija brez Mayotteja: +2,11 %).

## Zanimivosti
- Kolegijska cerkev Notre-Dame de Semur-en-Auxois iz 13. do 16. stoletja, obnovljen v 19. stoletju, francoski zgodovinski spomenik,
- mestna vrata la porte Sauvigny iz 15.stoletja,
- ostanki nekdanje trdnjave - donjon iz 13. stoletja (tour de l'Orle d'Or, tour de la Gehenne, tour de la Prison, tour Margot),
- mostovi na reki Armançon: pont Joly, pont Pinard, pont des Minimes,
- občinski muzej z arheološko zbirko, kiparsko zbirko iz srednjega veka,...)

## Pobratena mesta
- Ciney, Belgija od 1962
- Cranleigh, Združeno kraljestvo
- Höhr-Grenzhausen, Nemčija od 1987
- Laigueglia, Italija